# Moestroff
Moestroff (en luxemburguès: Méischtref; en alemany: Möstroff) és una vila de la comuna de Bettendorf situada al districte de Diekirch del cantó de Diekirch. Està a uns 30 km de distància de la ciutat de Luxemburg.

## Història
Durant la Segona Guerra Mundial, el 10 de maig 1940 els exèrcits alemanys van envair simultàniament els Països Baixos, Bèlgica i Luxemburg per fer front a França i Gran Bretanya. Abans de travessar la frontera per les tropes regulars, unitats especials es van introduir en les primeres hores del 10 de maig per tractar d'evitar, sense èxit, a les portes de bloqueig irreversibles, col·locades pels luxemburguesos per dissuadir-los de creuar-ho. Una d'elles era a Moestroff.